# Microdon montis
Microdon montis är en tvåvingeart som beskrevs av Keiser 1958. Microdon montis ingår i släktet myrblomflugor, och familjen blomflugor.
Artens utbredningsområde är Sri Lanka. Inga underarter finns listade i Catalogue of Life.